# Elvis by the Presleys
Elvis by the Presleys foi um projeto multimídia lançado em 2005 sob a incumbência da "Elvis Presley Enterprises, Inc." e a Sony BMG. O mega-projeto incluiu lançamentos em DVD, CD, livro e um especial de televisão exibido pela CBS.

## Conteúdo

### Especial de TV
Entrevistas com Priscilla Presley e Lisa Marie exibidas pela rede de televisão CBS em 13 de maio de 2005. Além de fotografias do arquivo da família Presley, imagens dos filmes, participações televisivas e shows.

### DVD
Disco 1
- Elvis Meets Priscilla
- Introducing Mrs. Presley
- The Inner Child
- The Generous
- The Seeker
- The King
- After Dark

Disco 2
- On Stage
- Style
- Taking Care Of Business
- Forever

Special Features
- Nixon
- Photo Gallery
- 45 RPM
- Karate

Ficha Técnica
Duração: 270 minutos, Cor

### CD
Disco 1
- Trying To Get To You
- Heartbreak Hotel
- I Want You, I Need You, I Love You
- I Got A Woman
- Got A Lot O' Livin To Do
- Peace In The Valley
- Trouble
- Hawaiian Wedding Song
- Indescribably Blue
- In the Ghetto
- Suspicious Minds
- I'll Hold You In My Heart
- Bridge Over Troubled Water
- You've Lost That Loving Feeling
- It's Over
- Separate Ways
- Always On My Mind
- My Way
- Burning Love
- Welcome To My World
- Steamroller Blues
- I Got A Feeling In My Body
- If I Can Dream
- A Little Less Conversation

Disco 2
- It Wouldn't Be The Same Without You (Demo)
- Jailhouse Rock (takes 1 ao 5)
- Anything That's Part Of You (Take 9)
- You'll Be Gone (Take 2)
- Too Much Monkey Business (Take Alternativo)
- Baby What You Want Me To Do (Gravação Caseira)
- I'm So Lonesome I Could Cry (Gravação Caseira)
- Blue Christmas (Versão ao vivo - 1977)

### Livro
O livro escrito por Priscilla e Lisa mostrou muitas novidades em histórias, fatos e fotos.

## Números
- DVD - Multi-Platina (EUA)
- CD - 1º - Top Soundtrack Albums Billboard (EUA)
- CD - 2º - Top Internet Albums (EUA)